# Ричард Филипс
Ричард Филипс е бивш капитан на контейнеровоза „Мерск Алабама“ (на английски: MV Maersk Alabama).
Става известен, след като е задържан като заложник от сомалийски пирати при отвличането на товарния кораб през април 2009 г.

## Биография
Капитан Ричард Филипс е роден в Уинчестър, Масачузетс на 16 май 1955 г. и завършва местната гимназия (Winchester High School) през 1973 г. Филипс се записва в Масачузетския университет с намерението да учи международно право, но по-късно се премества в Морската академия на Масачузетс (Massachusetts Maritime Academy), където се дипломира през 1979 г. По време на обучението си работи като таксиметров шофьор. През 1978 г. Филипс се жени за Андреа Коджио – медицинска сестра, от която има 2 деца – Даниел и Марая.

## Отвличане на кораба
На 7 април 2009 г. Морската администрация на САЩ, изхождайки от разпоредбите на НАТО, предупреждава търговските кораби, пътуващи през Аденския залив, да поддържат разстояние от минимум 1100 км (600 мили) от бреговете на Сомалия, за да избегнат евентуални атаки от морски пирати. Въпреки следването на тези препоръки на 7 април 2009 г. 4 сомалийски пирати успяват да се качат на борда на контейнеровоза, когато той се намира на 440 км югоизточно от пристанищния град Айл (Eyl).
По време на инцидента търговският кораб разполага с екипаж от общо 20 души и пътува по маршрут към пристанището Момбаса в Кения. Контейнеровозът е натоварен със 17 хил. т товар, от които 5 хил. т са хуманитарна помощ за Кения, Сомалия и Уганда. Капитан Филипс споделя „В този район на света всяко примигване на радара е повод за тревога“ (In that area of the world, any blip on your radar is of concern) и допълва: „Винаги съм казвал на моя екипаж, че такива инциденти са неизбежни и са единствено въпрос на време“ (I always told my crew it was a matter of when, not if.).
Отвличането на „Мерск Алабама“ е извършено на 8 април 2009 г. 4 въоръжени сомалийски пирати на възраст между 17 и 19 години атакуват кораба, използвайки рибарски скиф, и успяват да се качат на него. Екипажът на кораба е преминал през обучение за справяне с подобни ситуации, а ден преди нападението прави симулация на опит за отвличане. Когато чуват алармата за пиратска атака на 8 април, главният инженер Майк Пери (Mike Perry) въвежда 14 души от екипажа в специално помещение, което е подготвено за такива случаи. Останалата част от моряците палят сигнални ракети, a Пери и първият помощник-инженер Мат Фишър обръщат посоката на кораба, опитвайки се да потопят скифа. Въпреки тези действия обаче пиратите успяват да се качат на плавателния съд и залавят капитан Филипс и част от екипажа.
Докато сомалийските нападатели се качват на борда на кораба, по-голямата част от моряците на „Меркс Алабама“ успяват да се скрият в машинното отделение, където по-късно задържат пират. Те го завързват и го държат „в плен“ близо 12 часа. Впоследствие екипажът прави опит да размени пирата за пленения капитан, който обаче се оказва неуспешен. Пиратът е освободен от моряците, но нападателите отказват да пуснат Филипс и го взимат със себе си в спасителната лодка на контейнеровоза, с която смятат да достигнат бреговете на Сомалия.
В продължение на 6 дни капитан Филипс е държан като заложник от сомалийците. Драмата със задържането на американеца продължава до 12 април, когато е освободен. Убити са 3 пирати в лодката от стрелци на Военноморските сили на САЩ, а последният е задържан на борда на американския разрушител Bainbridge, след като капитанът на военния кораб Франк Кастелано (Frank Castellano) преценява, че животът на Филипс е в непосредствена опасност и дава заповед за атаката. При освобождаването му капитан Филипс е във видимо добро състояние.

## След отвличането
След освобождаването му Ричард Филипс издава книга, озаглавена A Captain's Duty: Somali Pirates, Navy SEALS, and Dangerous Days at Sea, в която подробно описва събитията, които се случват край бреговете на Сомалия. Тя е публикувана на 6 април 2010 г. почти година след инцидента. По-късно продуцентската компания „Колумбия пикчърс“ получава правата за създаването на филмова екранизация, като актьорът Том Ханкс да изиграе ролята на капитан Ричард Филипс. Световната премиера на филма, озаглавен „Капитан Филипс“ (Captain Phillips), се състои по време на годишния филмов фестивал в Ню Йорк на 11 октомври 2013 г.
Капитан Филипс се завръща в морето 14 месеца след неговото отвличане от сомалийските пирати.